# انیس بن حتیره
انیس بن حتیره (آلمانی: Änis Ben-Hatira؛ زادهٔ ۱۸ ژوئیهٔ ۱۹۸۸) بازیکن فوتبال تونسی تبار اهل آلمان است که در پست هافبک بازی می‌کند.
از باشگاه‌هایی که در آن بازی کرده‌است می‌توان به باشگاه فوتبال هامبورگ، باشگاه فوتبال دویسبورگ و باشگاه فوتبال آینتراخت فرانکفورت اشاره کرد.
وی همچنین در تیم‌های ملی فوتبال جوانان آلمان و تیم ملی فوتبال تونس بازی کرده‌است.

## افتخارات
بن حتیره در سال ۲۰۰۷ به همراه تیم ملی فوتبال جوانان آلمان در مسابقات قهرمانی زیر ۱۹ سال اروپا حاضر بود و توانست مشترکاً با کونستانتینوس میتروگلو، مهاجم یونانی، آقای گل مسابقات شود. وی همچنین در سال ۲۰۰۹ به همراه تیم ملی فوتبال زیر ۲۱ سال آلمان عنوان قهرمانی جام ملت‌های اروپا را کسب کرد.
از افتخارات وی در رده باشگاهی نیز می‌توان به قهرمانی در بوندس‌لیگا ۲ به همراه هرتابرلین اشاره کرد.